# スポーツ伝説
『スポーツ伝説』（スポーツでんせつ）は、ニッポン放送で2013年4月1日から2025年3月27日まで放送されていた創価学会一社提供のラジオ番組である。
福岡県以外の地方では、NRN加盟局でネット受けを実施。福岡県ではNRN単独加盟局の九州朝日放送（KBCラジオ）ではなく、JRN単独加盟局のRKB毎日放送（RKBラジオ）で放送している。

## 番組概要
「ナビゲーター」が、スポーツの歴史の中から、プロフェッショナルスポーツやオリンピック日本代表になるようなエリートアマチュアスポーツ選手やその競技などのエピソードを紹介するもので、ニッポン放送や大半のネット局では、2013年3月まで10年間放送されていた創価学会の単独提供番組『サウンドトラベル』の後番組として放送されている。採り上げられる競技種目は毎週変わる。
2016年3月で多くのネット局での放送が終了し、同年4月から七大都市圏のみの放送となっている。
大半の局は10分間の放送ではあるが、制作局のニッポン放送が他局より3分短い7分番組であることや、放送時間も局により昼～深夜とまちまちであるため、ラインネットではなくテープネットを使用している。ナイター中継延長時にそのままスライドして放送するか、振り替えなしでその回を休止とする局もあったが、七大都市圏のみのブロックネットに縮小してからは、ナイター延長時はほぼ全部の回で休止となっている。

## パーソナリティ
「ナビゲーター」と称している。
- 美馬怜子（2013年4月1日 - 2016年2月15日）
- 増田みのり（2016年2月16日 - 3月25日）
- 滝本沙奈（2016年3月28日 - 2025年3月27日）

## ネット局
全て月曜 - 金曜の放送。放送時間の早い順から記載。

### 終了時点
| 放送対象地域 | 放送局                | 放送時間      | 備考 |
| ------------ | --------------------- | ------------- | --- |
| 関東広域圏   | ニッポン放送（LF）    | 21:50 - 21:57 | 制作局 プロ野球中継延長の場合は休止。 （スペシャルウィークと重なった場合でも原則的には放送）                                                  |
| 広島県       | 中国放送（RCC）       | 14:25 - 14:35 | 2024年4月1日から月曜 - 木曜に『まるっと日常ワイド えんまん。』に内包 同年4月5日から金曜に限り、『花金ラジオ すっぴんブギ』に内包。            |
| 北海道       | STVラジオ             | 16:45 - 16:55 | 2018年度からは、『まるごと!エンタメ〜ション』に内包。                                                                                         |
| 東海広域圏   | 東海ラジオ放送（SF）  | 21:50 - 21:57 | ニッポン放送と同時放送。 プロ野球中継延長の場合は基本的に放送時間を繰り下げるが、 試合状況によっては休止になる場合あり。                      |
| 関西広域圏   | 朝日放送ラジオ（ABC） | 21:50 - 22:00 | ニッポン放送と同時放送。 プロ野球中継延長の場合は休止。 2019年1月4日から2021年9月24日は金曜放送分を『下埜正太のショータイムレディオ』に内包。 |
| 福岡県       | RKB毎日放送（RKB）    | 22:52 - 23:00 | JRNシングルネット局。プロ野球中継が極端に延長した場合に休止となる場合があった。                                                               |
| 宮城県       | 東北放送（TBC）       | 23:50 - 23:57 | 火 - 木曜は『オールナイトニッポン MUSIC10』に、金曜は『オールナイトニッポンGOLD』を飛び降りして、ネットした。                                 |

### 過去
以下の局は放送開始 - 2016年3月に放送。
| 放送対象地域     | 放送局                            | 放送時間                                               | 備考                                                                  |
| 通年放送         | 通年放送                          | 通年放送                                               | 通年放送                                                              |
| ---------------- | --------------------------------- | ------------------------------------------------------ | --------------------------------------------------------------------- |
| 岩手県           | IBC岩手放送（IBC）                | 11:50 - 11:58                                          |                                                                       |
| 富山県           | 北日本放送（KNB）                 | 12:20 - 12:30                                          |                                                                       |
| 山口県           | 山口放送（KRY）                   | 16:20 - 16:30                                          |                                                                       |
| 山梨県           | 山梨放送（YBS）                   | 21:40 - 21:50                                          |                                                                       |
| 新潟県           | 新潟放送（BSN）                   | 21:50 - 21:57                                          | [ 6 ]                                                                 |
| 徳島県           | 四国放送（JRT）                   | 21:50 - 21:57                                          | 「バンリク」内                                                        |
| 香川県           | 西日本放送（RNC）                 | 21:50 - 21:57                                          | 「バンリク」内                                                        |
| 高知県           | 高知放送（RKC）                   | 21:50 - 21:57                                          | 「バンリク」内                                                        |
| 岡山県           | 山陽放送（RSK）                   | 21:50 - 21:57                                          | [ 8 ]                                                                 |
| 島根県・鳥取県   | 山陰放送（BSS）                   | 21:50 - 21:58                                          |                                                                       |
| 青森県           | 青森放送（RAB）                   | 21:50 - 22:00                                          |                                                                       |
| 秋田県           | 秋田放送（ABS）                   | 21:50 - 22:00                                          |                                                                       |
| 長野県           | 信越放送（SBC）                   | 21:50 - 22:00                                          |                                                                       |
| 石川県           | 北陸放送（MRO）                   | 21:50 - 22:00                                          |                                                                       |
| 福井県           | 福井放送（FBC）                   | 21:50 - 22:00                                          |                                                                       |
| 静岡県           | 静岡放送（SBS）                   | 21:50 - 22:00                                          |                                                                       |
| 愛媛県           | 南海放送（RNB）                   | 21:50 - 22:00                                          | [ 9 ]                                                                 |
| 長崎県・佐賀県   | 長崎放送（NBC） （NBCラジオ佐賀） | 21:50 - 22:00                                          |                                                                       |
| 大分県           | 大分放送（OBS）                   | 21:50 - 22:00                                          |                                                                       |
| 宮崎県           | 宮崎放送（MRT）                   | 21:50 - 22:00                                          |                                                                       |
| 鹿児島県         | 南日本放送（MBC）                 | 21:52 - 22:00                                          |                                                                       |
| 沖縄県           | ラジオ沖縄（ROK）                 | 21:52 - 22:00                                          | 「ミュージックラインナップ」内 （ナイターシーズン中の木曜・金曜のみ） |
| 改編期に時間変更 |                                   |                                                        |                                                                       |
| 山形県           | 山形放送（YBC）                   | 18:20 - 18:28（4月 - 9月） 20:50 - 21:00（10月 - 3月） |                                                                       |
| 福島県           | ラジオ福島（rfc）                 | 21:50 - 22:00（4月 - 9月） 20:50 - 21:00（10月 - 3月） |                                                                       |
| 和歌山県         | 和歌山放送（wbs）                 | 21:50 - 22:00（4月 - 9月） 20:50 - 21:00（10月 - 3月） |                                                                       |
| 熊本県           | 熊本放送（RKK）                   | 21:52 - 22:00（4月 - 9月） 20:50 - 21:00（10月 - 3月） |                                                                       |

## エンディングテーマ
- カシオペア「Take Me」（全国放送時代）

開始当初はオープニング以外はテーマコールで「Asayake」が使われたりBGMは全てカシオペアの楽曲が用いられていたが、2014年8月からはカシオペアの楽曲のほかに、T-SQUAREや押尾コータローなどの楽曲も番組本編の特集で使用されるようになった。
- アール・クルー「瞳のマジック」（Magic in your eyes）

パーソナリティが交替した2016年3月から使用。